# Сацума-Сендай

Сацу́ма-Сенда́й (яп. 薩摩川内市, さつませんだいし, МФА: [sat͡suma sendai̯ ɕi̥]?) — місто в Японії, в префектурі Каґошіма. Розташоване в західній частині префектури, на узбережжі Східно-Китайського моря.   Виникло на основі стародавнього адміністративного центру провінції Сацума. Отримало статус міста 2004 року. Площа становить 683,50 км². Станом на 1 липня 2012 року населення складало 98 410  осіб, густота населення — 144 осіб/км².  Основою економіки є сільське господарство, харчова промисловість, високі технології, виробництво електроенергії, туризм.  В місті розташовані руїни стародавніх буддистських монастирів і гарячі ванни на термальних водах. 

## Географія
Сацума-Сендай лежить у басейні середньої і нижньої течії річки Сендай, на узбережжі Східно-Китайського моря. Річка утворює Сендайську рівнину, яка є центром міста. У районі гирла Сендаю є міський порт.
Сацума-Сендаю підпорядковуються острови Кошікі, що лежать на захід від центральної частини міста: великі Камі-Кошікі, Нака-Кошікі та Шімо-Кошікі, а також декілька малих. Через місто пролягають важливі транспортні шляхи й залізниці, зокрема кюсюський швидкісний потяг шінкансен.

## Історія
У 8 столітті на території Сацума-Сендаю містились адміністрація провінції Сацума, державні буддистські монастирі Тайхе та Кокубун. У середньовіччі землями в районі сучасного кварталу Ірікі володів самурайський рід Шібуя, який згодом змінив прізвище на Ірікіїн. Хемлями у кварталі Тоґо керував самурайський рід Тоґо, а територію середньої течії річки Сендай контролював рід Кедоїн. У 16 столітті вони всі стали васалами могутнього роду Шімадзу.
Засноване 12 жовтня 2004 року шляхом злиття таких населених пунктів:
- міста Сендай (川内市)
- містечка Хівакі повіту Сацума (薩摩郡樋脇町)
- містечка Ірікі (入来町)
- містечка Тоґо (東郷町)
- містечка Кедоїн (祁答院町)
- села Сато (里村)
- села Камі-Кошікі (上甑村)
- села Шімо-Кошікі (下甑村)
- села Кашіма (鹿島村)

Назване на честь річки Сендай, що протікає територією Сацуми, провінції, на території якої лежить місто.

## Економіка
Основою економіки Сацума-Сендаю є сільське господарство, городництво і тваринництво, харчова промисловість. У місті вирощують полуниці, виноград, кумкват, японські лілії. Помітну роль відіграють рибальство й переробка морепродуктів. У Сацума-Сендаї працюють представництва підприємств високих технологій, зокрема компанії Kyocera. Місто є енергетичним центром південного Кюсю, оскільки тут сконцентровані дві електростанції: теплова на правому березі річки Сендаю і атомна на лівому березі.
У Сацума-Сендаї розвинений туризм. На території кварталу Ірікі збереглися середньовічні самурайські садиби, руїни монастирів Тайхе, Кокубун та замку Кійошікі.